# Sigrid Althoff
Sigrid Althoff (* in Gummersbach) ist eine deutsche Pianistin.

## Leben
Sigrid Althoff wuchs in Gummersbach auf. Sie besuchte das Wüllenweber-Gymnasium in Bergneustadt, wo sie Musikunterricht bei August Wilhelm Welp hatte.
Die in Dortmund lebende Pianistin begann ihre Künstlerlaufbahn mit frühen nationalen Wettbewerbserfolgen. Sie studierte an der Musikhochschule Köln bei Pavel Gililov. Es folgte ein Aufbaustudium „Klavier“ und „Klavierkammermusik“ an der Musikhochschule Freiburg bei Elza Kolodin und Helmuth Barth.
Sigrid Althoff belegte Meisterkurse bei Adam Harasiewicz, Edith Picht-Axenfeld und Karl-Heinz Kämmerling.
Als Korrepetitorin für ihre Hochschulklassen wählten Boris Pergamentschikov, Andras Adorjan, Heinrich Schiff und Gotthard Popp Sigrid Althoff aus.
1982 gewann sie bei „Jugend musiziert“- den Kammermusikwettbewerb der Stadt Bielefeld. Sigrid Althoff war Finalistin des Deutschen Musikwettbewerbs in Bonn und Lehrbeauftragte an den Musikhochschulen Köln, Dresden und Detmold. Sie konzertierte als Solistin u. a. mit den Bergischen Sinfonikern Remscheid-Solingen, der Südwestfälischen Philharmonie, dem Johann Strauß-Orchester Budapest, dem Folkwang Kammerorchester Essen, der Philharmonia Hungarica und dem Amadeus Kammerorchester.
Der WDR übertrug mehrere Konzerte mit Sigrid Althoff; die ARD engagierte sie für die Sendungen „Kein schöner Land“ und „Heimatklänge“.
Sigrid Althoff spielte eine Vielzahl von CDs ein. Die Pianistin ist eine Lied-, Chor- und Instrumentalbegleiterin und Konzerte im europäischen Ausland und in vielen Städten Deutschlands führten sie in  Säle wie z. B. Philharmonie Köln, Konzerthaus Dortmund, Redoute Mainz, Rosengarten Mannheim, Kurhaus Wiesbaden, Aaltotheater Essen und in zahlreiche Stadttheater.
Zurzeit konzertiert Sigrid Althoff mit ihrer Partnerin Mariko Ashikawa im „Dortmunder Klavierduo“, mit ihrem Ehemann, dem Tenor Stefan Lex, und mit dem von ihr gegründeten Ensemble „Pomp-A-Dur“. Außerdem arbeitet sie als freie Mitarbeiterin im Orchesterzentrum Dortmund.
Sigrid Althoff wirkt als Pianistin beim „Gus-Anton-Kammerchor Remscheid“ mit.
Sie ist mit dem Tenor Stefan Lex verheiratet, mit dem sie zwei Töchter hat.